# Moll de càrrega
Un  moll de càrrega  és un espai on es carreguen i es descarreguen camions o trens.

## Molls per a camions

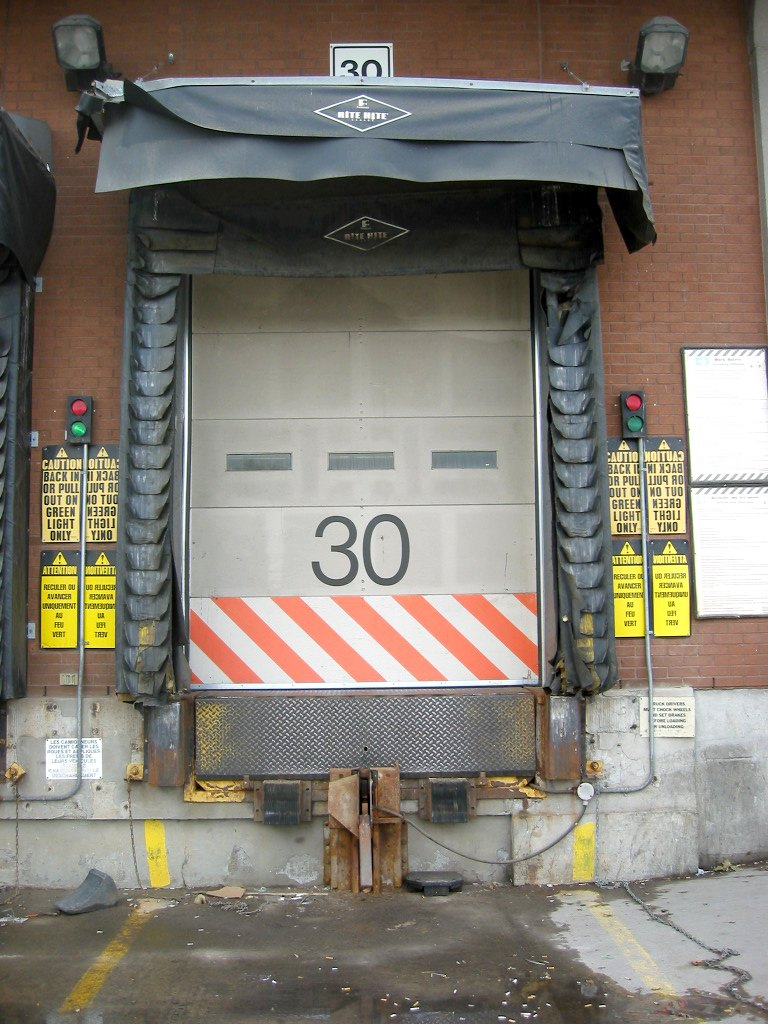
Modern moll de càrrega amb porta elevada, anivellador, segells, tendal i sistemes de retenció de camions

Un  moll de càrrega  és un espai en un edifici o instal·lació on es carreguen i es descarreguen camions. Es troben normalment en edificis comercials i industrials, i magatzems particularment.
Els molls poden ser exteriors, rasants amb l'l'edifici o introduïts completament en el mateix. Són part del servei o de la infraestructura d'una instal·lació proporcionant típicament accés directa a les zones d'espera, magatzems i elevadors de càrrega.
Per facilitar la manipulació de materials, els molls de càrrega es poden equipar dels següents elements:
- Els límits . Protegeixen el moll contra dany del camió i també poden ser utilitzats com a guia pel conductor de camió quan fa marxa enrere.
- Nivell de moll . Una plataforma d'altura regulable usada com a pont entre el moll i el camió. Es pot gestionar via sistemes mecànics (molls), hidràulics o pneumàtics.
- Plataforma elevadora . Té la mateixa funció que un anivellador però actua de forma similar a una plataforma per permetre majors ajustaments d'alçada.
- Segells del moll . Blocs d'escuma compressibles contra els quals es recolza el camió quan està aparcat. Els

segells s'utilitzen en els molls a l'exterior en climes freds i proporciona protecció contra la climatologia.
- Sistema de restricció  del camió o del vehicle. Un ganxo forta de metall muntat a la base del moll que enganxa el marc o al límit d'un remolc i evita que s'allunyi rodant durant les operacions de càrrega. Pot manejar via sistemes manuals, hidràulics o elèctrics. Aquest sistema pot substituir o treballar conjuntament amb les falques de la roda.
- Llum del moll . Una llum articulada mòbil muntada dins el que es fa servir per a proporcionar il·luminació dins el camió durant les operacions de càrrega.

Els magatzems que manegen càrrega paletitzada utilitzen un anivellador de moll de manera que els articles es poden carregar i descarregar fàcilment usant equipament mecànic (per exemple una carretó elevador). L'alçada més comuna del moll és d'1,20 fins a 1,30 metres, encara que també hi ha alçàries de fins a 1,40 metres. Quan un camió dona suport al moll, els extrems del moll i els límits del remolc entren en contacte i creen un buit. També, el terra del magatzem i la coberta del remolc poden no estar alineats horitzontalment. Un anivellador de moll omple el buit entre un camió i un magatzem per acomodar un carretó elevador.
On no és pràctica habitual instal·lar molls concrets permanents o per a les situacions temporals, és comú utilitzar una versió de moll sovint anomenat rampa.

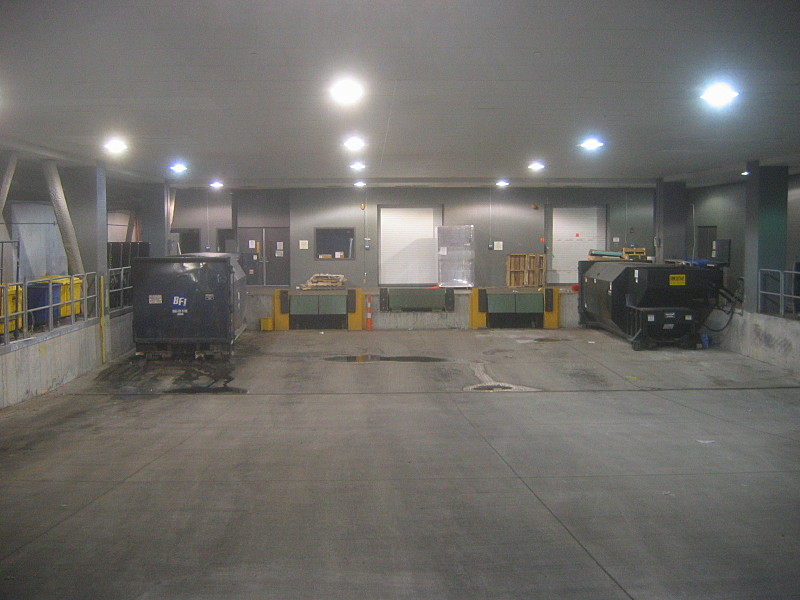
Un moll de càrrega en el Nou Edifici de Recerca, Harvard Medical School.
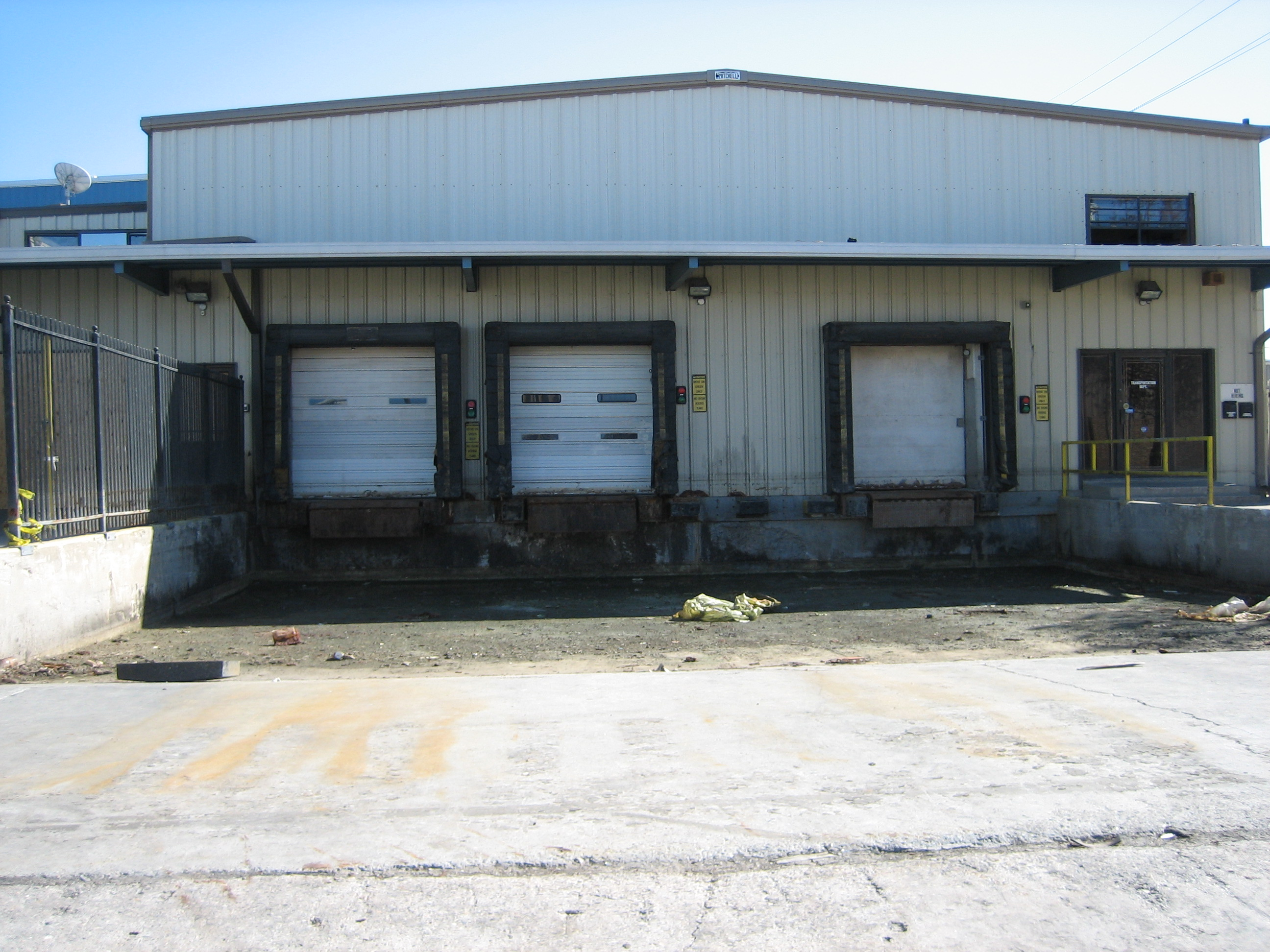
Molls de càrrega
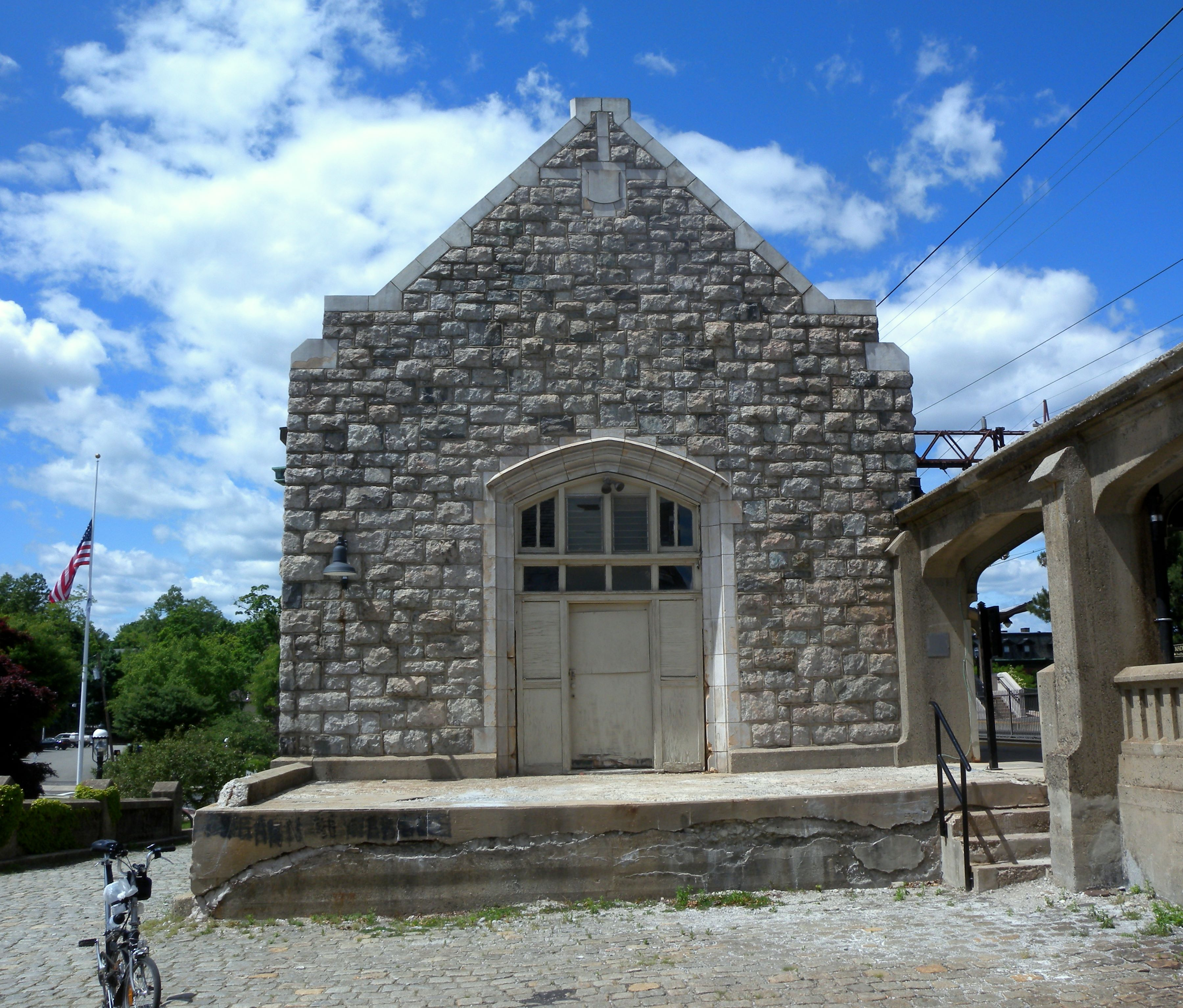
Antic moll de càrrega de ferrocarril
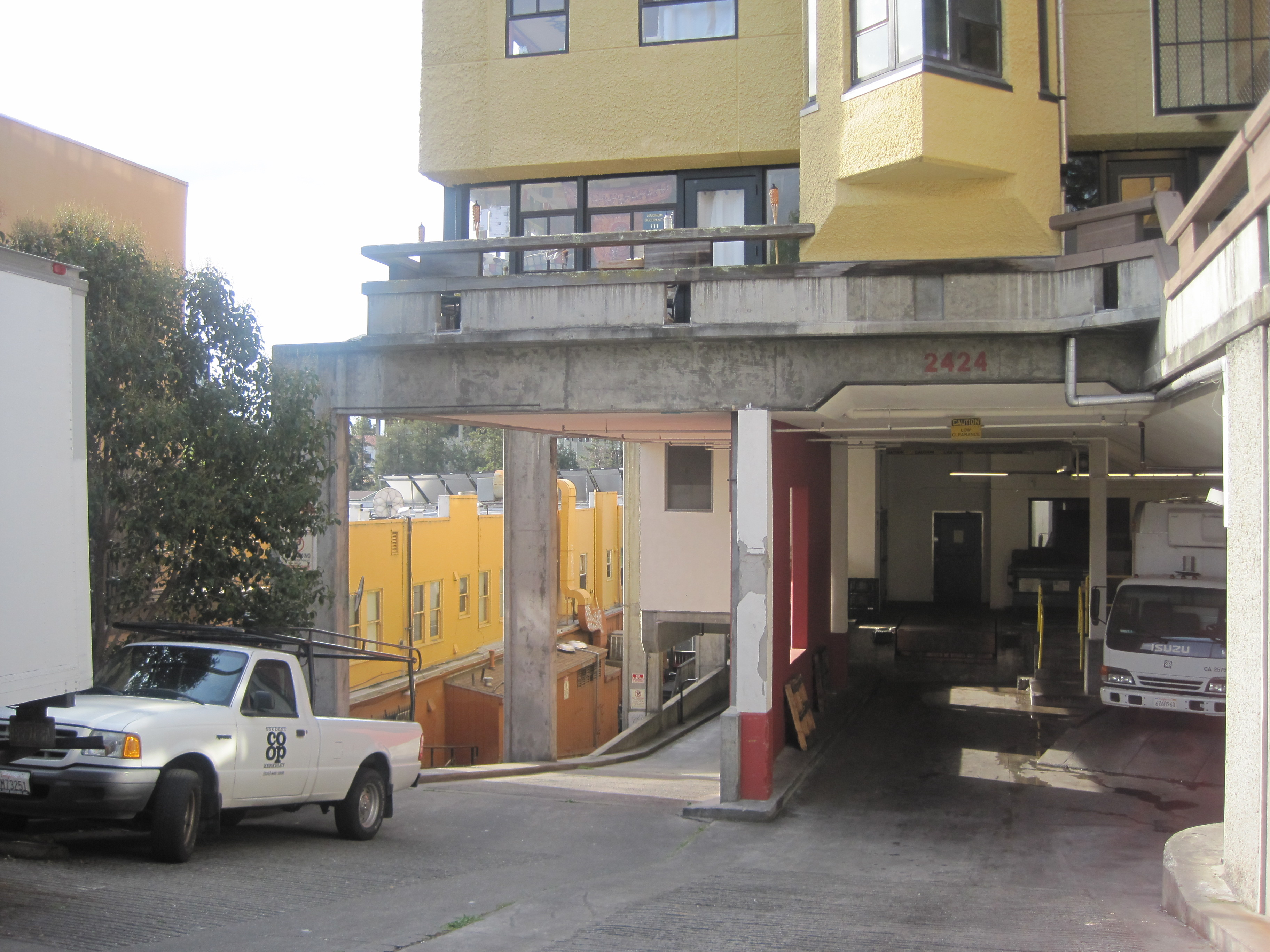
Moll cobert